# Bandera de la República d'Artsakh
La bandera de la república d'Artsakh fou adoptada el 2 de juny de 1992. Aquesta procedeix de la bandera d'Armènia a la qual s'hi afegeix un patró blanc esglaonat de cinc dents, començant per les dues vores del vol de la bandera i trobant-se en un punt igual a un terç de la distància d'aquesta vora. Les proporcions de la bandera són les mateixes que la tricolor armènia.
El patró blanc representa les muntanyes de l'Artsakh armeni, i també forma una fletxa que apunta cap a l'oest per simbolitzar l'aspiració per a una eventual unió amb Armènia. Això simbolitza l'herència, la cultura i la població armènia de la zona, i la forma triangular i el tall en ziga-zaga representen l'Artsakh com un enclavament separat d'Armènia. El patró blanc de la bandera també és similar als dissenys utilitzats a les catifes, símbol de la identitat nacional.

## Colors
Al procedir de la bandera armènia, utilitza els mateixos colors afegint-t'hi el blanc.
| Model de color | Vermell     | Blau       | Carabassa   | Blanc         |
| -------------- | ----------- | ---------- | ----------- | ------------- |
| RAL            | 3020        | 5005       | 1003        | 9010          |
| Pantone        | 485         | 286        | 1235        | Blanc         |
| CMYK           | 0-100-100-0 | 100-80-0-0 | 0-35-100-0  | 0-0-0-0       |
| RGB            | 217, 0, 18  | 0, 51, 160 | 242, 168, 0 | 255, 255, 255 |
| HTML           | D90012      | 0033A0     | F2A800      | FFFFFF        |

## Banderes històriques

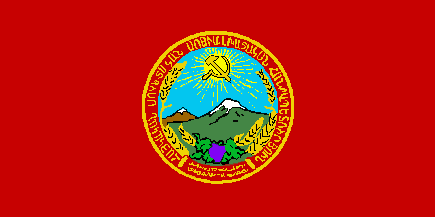
Consell de Comissaris de l'Alt Karabakh (1988-1989)